# Peziza moseri
Peziza moseri är en svampart som beskrevs av Aviz.-Hersh. & Nemlich 1974. Peziza moseri ingår i släktet Peziza och familjen Pezizaceae.   Inga underarter finns listade i Catalogue of Life.